# Surya Citra Media
PT Surya Citra Media Tbk (znane jako Surya Citra Media lub SCM) – indonezyjskie przedsiębiorstwo mediowe z siedzibą w Dżakarcie. Zostało założone w 1999 roku i należy do koncernu Elang Mahkota Teknologi.
Jest właścicielem dwóch ogólnokrajowych kanałów telewizyjnych – SCTV i Indosiar.